# SINGER 2
『SINGER 2』(シンガー・ツー)は演歌歌手、島津亜矢のカバー・アルバム。

## 解説
2010年より発売がなされたカバー・アルバム・シリーズの第2弾となり、前作『Singer』より約3年ぶりの発売となる。
本作は歌謡曲を中心に、1970年から1980年に掛けて発表された歌謡曲・ロックからフォーク、オールディーズ等が選曲された。
本作では演歌歌手ならではの張りのある歌声が存分に生かされた「愛のメモリー」から情感溢れるしっとりとした仕上がりとなった「ジョニィへの伝言」、愛らしい雰囲気で歌い上げられた「SWEET MEMORIES」やソウルフルなボーカルで歌い上げられた「WHEN A MAN LOVES A WOMAN」等の様々な表情を見せる楽曲で構成された。

## 収録曲
1. MY HEART WILL GO ON
作詞・作曲：ジェームズ・ホーナー、ウィル・ジェニングス
編曲：田代修二
セリーヌ・ディオンのカバー
2. かもめが翔んだ日
作詞：伊藤アキラ
作曲：渡辺真知子
編曲：田代修二
渡辺真知子のカバー
3. SWEET MEMORIES
作詞：松本隆
作曲：大村雅朗
編曲：田代修二
松田聖子のカバー
4. シルエット・ロマンス
作詞：来生えつこ
作曲：来生たかお
編曲：田代修二
大橋純子のカバー
5. ヒーロー HOLDING OUT FOR A HERO
作詞・作曲：ディーン・ピッチフォード、ジム・スタインマン
日本語詞：売野雅勇
編曲：田代修二
ボニー・タイラーのカバー
6. ジョニィへの伝言
作詞：阿久悠
作曲：都倉俊一
編曲：長岡道夫
ペドロ&カプリシャスのカバー
7. 愛のメモリー
作詞：たかたかし
作曲：馬飼野康二
編曲：佐野博美
松崎しげるのカバー
8. 一本の鉛筆
作詞：松山善三
作曲：佐藤勝
編曲：伊戸のりお
美空ひばりのカバー
9. WHEN A MAN LOVES A WOMAN
作詞・作曲：カルヴィン・ルイス、アンドリュー・ライト
編曲：田代修二
パーシー・スレッジのカバー
10. かもめはかもめ
作詞・作曲：中島みゆき
編曲：田代修二
研ナオコのカバー
11. 逢いたくていま
作詞：MISIA
作曲：佐々木潤
編曲：田代修二
MISIAのカバー
12. 酒と泪と男と女
作詞・作曲：河島英五
編曲：大久保明
河島英五のカバー
13. マイ・ウェイ
作詞：ポール・アンカ
作曲：クロード・フランソワ、ジャック・ルヴォー
編曲：伊戸のりお
フランク・シナトラのカバー
14. 案山子
作詞・作曲：さだまさし
編曲：田代修二
さだまさしのカバー
15. わかって下さい
作詞・作曲：因幡晃
編曲：吉田弥生
因幡晃のカバー
16. メリー・ジェーン
作詞：クリストファー・リン
作曲：つのだ☆ひろ
編曲：佐野博美
つのだ☆ひろのカバー